# Депрерадовићи
Депрерадовићи или Прерадовићи (срп. де Прерадовићи; рус. Депрерадовичи, Прерадовичи, де Прерадовичи) су руска племићка породица српског порекла.
Потпуковник аустријске војске Рајко Прерадовић (де Прерадовић, Депрерадовић) отишао је у Русију 1752. године, примљен је у руску службу и унапређен у генерал-мајора. Николај Ивановић Депрерадовић (1767-1843), генерал коњице, добио је 9. јуна 1833. диплому за наследно племићко достојанство.
Породица Депрерадовић је укључена у четврти део родословне књиге Јекатеринославске губерније.

## Значајни чланови рода
- Депрерадовић, Родион Степановић (Рајко) - аустријски потпуковник, руски генерал-мајор, начелник Славеносрбије.
- Депрерадовић, Иван Родионовић - руски генерал-мајор.
- Депрерадовић, Леонтиј Ивановић (1766-1844) - руски генерал-мајор, командант Семјоновског пука.
- Депрерадовић, Николај Ивановић (1767-1843) - руски генерал коњице, генерал-ађутант.
- Депрерадовић, Николај Николајевић (1802-1884) - генерал-мајор, децембриста.
- Депрерадовић, Федор Михајловић (? -1884) - генерал-мајор, учесник руско-турског рата.

## Опис грба
Штит је укрштен, у горњој половини у златном пољу је полулетећи црни двоглави орао са две царске круне, у другој у азурном пољу је жути лав окренут удесно са рачвастим репом.
Штит подржавају два стојећа ратника у оклопу са гримизним завојима на десном рамену и држе мач. Штит је овенчан племенитим шлемом и круном са два орловска крила на њој, у чијој средини стоји ратник у оклопу са гримизним завојем, држећи у десној руци голи мач. Име: злато и гримизно, обложено азуром и сребром. Грб Депрерадовића је укључен у 5. део Збирке дипломских грбова руског племства, који није уврштен у Генерални грбовник, стр.17.